# موش بینی‌دراز آمازون
موش بینی‌دراز آمازون (نام علمی: Oxymycterus amazonicus) نام یک گونه از سرده موش‌های بینی‌دراز است.